# Famatina
Famatina est une ville de la province de La Rioja, en Argentine, et le chef-lieu du département de Famatina, dans le nord de la province. Elle est caractérisée par l'activité agricole et le tourisme.
La ville est baignée par le río Famatina, rivière tributaire du petit bassin d'écoulement endoréique de la vallée Valle Antinaco-Los Colorados centré sur le río Mayuyana. Son climat est aride, avec des étés très chauds et des hivers courts.
Depuis la localité on aperçoit le Cerro General Belgrano, sommet très connu comme « la montagne enneigée du Famatina ». La ville est à 320 km au nord-ouest de la capitale provinciale La Rioja, par RN 38.

## Histoire
En 1592 est arrivé le conquérant espagnol Juan Ramirez de Velazco, en cherchant «l'or du Famatina». La région était occupée par les indiens Paziocas.

## Tourisme
La région possède un site de départ pour parapentes dans les collines de la "vieille cuesta".

## Économie
La région produit de l'olive et du jojoba.
Depuis 2004, une multinationale canadienne la Barrick Gold est à l'origine d'un projet controversé d'exploitation minière aurifère dans la région. Les habitants locaux accusent l'entreprise de pollution par les métaux lourds avec des manifestations hostiles au projet.